# Emperor
Emperor es una banda noruega de black metal sinfónico fundada en 1991 por el vocalista y guitarrista Vegard Sverre "Ihsahn" Tveitan, el guitarrista Tomas "Samoth" Haugen y el bajista Håvard "Mortiis" Ellefsen en Notodden, Telemark. Junto a Mayhem, Burzum y Darkthrone, Emperor fue una de las bandas integrantes del Inner Circle. Durante sus primeros años la banda sufrió varios cambios en su formación, siendo Ihsahn y Samoth los únicos miembros constantes, aunque tras la llegada del batería Trym Torson en 1996, la formación de Emperor permaneció estable hasta la disolución del grupo en 2001.
En 2006 la banda volvió a reunirse para realizar una serie de conciertos hasta finales de 2007, cuando volvieron a separarse. Desde entonces la banda solo se volvió a reunir en una ocasión, en el festival Hole in the Sky, en el cual Samoth y Trym tocaron junto a Enslaved el álbum split Emperor / Hordanes Land. Recientemente, en el verano de 2014 se reunieron de nuevo para celebrar el 20 aniversario de In the Nighside Eclipse el cual interpretaron en vivo en conciertos en Europa y Japón.
A lo largo de su carrera han publicado cuatro álbumes de estudio y han vendido más de 500 000 copias en todo el mundo.

## Historia

### Primeros años
Emperor se formó en 1991 por Tomas "Samoth" Haugen y Vegard "Ihsahn" Tveitan en Notodden. Ambos músicos se habían conocido en su adolescencia en un seminario de rock. Tras tocar juntos con bandas como Dark Device, Xerasia y Embryonic, fundaron el grupo de death metal Thou Shalt Suffer. Poco después Ihsahn y Samoth fundaron Emperor junto a Håvard "Mortiis" Ellefsen. La unión de estos tres músicos dio lugar a la primera formación de Emperor; Ihsahn como guitarrista, vocalista y teclista, Samoth como batería y Mortiis como bajista. Al año siguiente publicaron la demo Wrath of the Tyrant, que combina un black metal crudo con la inclusión del sonido del teclado, y que consiguió ser aclamada por los seguidores del black metal underground noruego. Las letras de la banda inicialmente trataban temas fantásticos para posteriormente centrarse en la filosofía. La demo no tardó en llamar la atención de varias discográficas y más tarde Wrath of the Tyrant fue publicada en casete con una nueva portada. Fue la discográfica inglesa Candlelight Records quien firmaría el contrato con Emperor y quien le otorgaría los derechos para publicar todos sus trabajos oficiales. Ese año se unió a la banda el batería Bård Faust, y Samoth pasó a ocuparse de la labor de guitarrista. En mayo de 1993, la banda publicó el EP Emperor que fue relanzado al mes siguiente junto al EP Hordanes Land de Enslaved.

### In the Nightside Eclipse
Tras la salida de Mortiis, la banda contrató al bajista Vidar "Ildjarn" Vaaer para realizar la gira "Fear of a Black Metal Planet" junto a los británicos Cradle of Filth. Ildjarn solo permaneció en la banda durante esta gira, y el puesto de bajista fue ocupado por Terje Vik "Tchort" Schei. En julio de 1993 Emperor comenzó la grabación del que sería su primer álbum de larga duración en los estudios Grieghallen (Bergen). El álbum, llamado In the Nightside Eclipse, fue publicado en febrero de 1994 y está considerado uno de los mejores álbumes de black metal.

### Encarcelamiento de los miembros

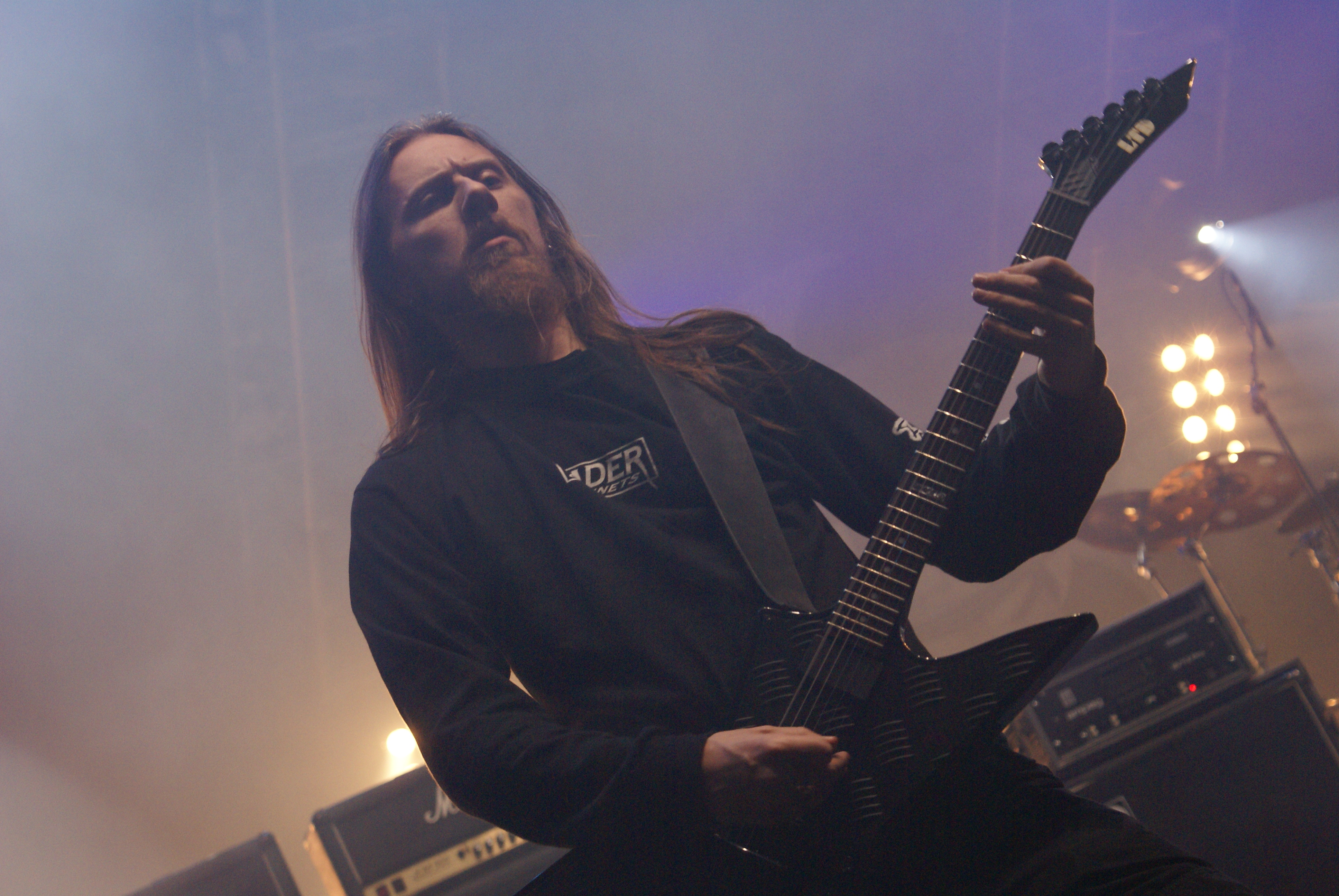
Samoth con Zyklon.

En 1993 Samoth es arrestado y encontrado culpable por su complicidad con Varg Vikernes por la quema de iglesias en Noruega y es condenado a dos años de cárcel. Faust es encarcelado también pero por el asesinato de un homosexual, argumentando que el homosexual lo provocó y le hizo una invitación sexual; Faust cuenta que lo siguió a lo profundo del bosque y allí lo asesinó con un arma blanca. Tchort también fue arrestado por atracos con arma blanca y por golpear a varias personas.
Emperor quedó paralizado. Fue hasta tres años después del lanzamiento de su primer álbum que la banda vuelve a ser noticia: se recluta a Alver como bajista, a Hellhammer, y luego al exbatería de Enslaved, Trym Torson. Emperor publica el EP Reverence para anunciar su regreso.

### Siguientes trabajos
Poco después publican su segundo disco de larga duración, Anthems to the Welkin at Dusk, considerado por la crítica como su mejor disco. Emperor muestra en este disco "una forma sofisticada de arte black metal" pero con una voz diferente a la que nos tenían acostumbrados y que habían empezado con Reverence: el teclado es ahora más discreto y tiene un sonido más al estilo de la vieja escuela. Más tarde sería relanzado junto con Reverence como bonus. Como dato curioso, la apertura del tema "Ye Entrancemperium" fue escrita por Euronymous, original de una canción de Mayhem que nunca fue publicada.
En 1999 es publicado el tercer álbum de estudio, IX Equilibrium. Es uno de los discos más criticados de Emperor, ya que se aleja de sus raíces black y adopta un sonido más death/black, con sintetizadores más sobresalientes que en Anthems..., tintes más progresivos y más voces limpias de lo habitual Se observa aquí otro cambio de alineación: Alver dejó la banda e Ihsahn se hace cargo del bajo, siendo esta alineación la definitiva.
Poco después se publica el split Thorns vs. Emperor, Emperor interpretando canciones de Thorns y éstos interpretando canciones de Emperor (parcialmente rescritas por ambos grupos).
Emperial Live Ceremony es lanzado en CD, VHS y posteriormente en DVD. Con canciones de sus trabajos Emperor, In the Nightside Eclipse, Anthems to the Welkin at Dusk y IX Equilibrium sacan este material en vivo en Londres demostrando que Emperor no solo es una banda de estudio sino que tienen esa misma fuerza sobre el escenario, aunque lamentablemente de una duración muy corta. Participa Charmand Grimloch en los teclados y Tyr en el bajo.
Es lanzado el último trabajo de Emperor, Prometheus: The Discipline of Fire & Demise, su álbum de despedida. Es conocido como "el álbum de Ihsahn" puesto que toda la música y letras son escritas por él; este álbum se aleja totalmente de la corriente del black metal para adentrarse más en el terreno del symphonic extreme, tal vez no es un álbum que se ponga al nivel de sus anteriores trabajos pero aun así no deja de ser un gran disco que no decepcionó a ninguno de sus fanes.
Para demostrar el respeto que siente por las bandas que lo han inspirado, Emperor realiza varios versiones de bandas como Mercyful Fate, Bathory, Hellhammer o Mayhem. Cada canción aparece en el tributo a su respectivo grupo (excepto "Massacra" que aparece en el tributo a Celtic Frost y "The Usurper" que aparece en un bootleg), también participan al tributo a Euronymous en la compilación Nordic Metal con dos canciones sumamente raras con Hellhammer y Sverd en su alineación.
Lo último en publicarse de Emperor es Scattered Ashes: A Decade of Emperial Wrath, un disco recopilatorio doble que recorre toda la carrera del grupo con algunas versiones y remixes.
El 30 de septiembre de 2005, Emperor (Ihsahn, Samoth, Trym con la colaboración de Secthdaemon y Einar Solberg) realizó un concierto sorpresa en la sala Rockefeller de Oslo con motivo del decimoquinto aniversario de la revista de metal extremo Scream. Tras la actuación, los organizadores del festival Inferno en Oslo anunciaron que Emperor se reunirían para ser los cabezas de cartel de la siguiente edición del festival. Tras anunciar su reformación Emperor fueron confirmados para el Wacken Open Air y para realizar tres actuaciones en Estados Unidos al año siguiente.

## Actuaciones en vivo
El 24 de julio de 1999 la banda hizo una presentación en la Ciudad de México. Posteriormente tocó tres canciones en un concierto sorpresa el 30 de septiembre de 2005 en Oslo, donde anunciaron una serie de conciertos en California, Nueva York, y Europa en 2006. En febrero de 2006, anunciaron que tocarían en el Inferno festival es abril y en el Wacken Open Air en agosto. Samoth desafortunadamente no participó en el tour estadounidense por un problema en su visado, así que Emperor tocó sin él.
El 7 de octubre de 2006, Emperor tocó en el festival de Motstøy en su ciudad natal, Notodden.
El 28 de octubre de 2006, Emperor regresó a Gran Bretaña para tocar en el London's Astoria. En 2007, Emperor tocó algunos conciertos en los Estados Unidos y en dos conciertos en Francia y Finlandia.
El 2 de agosto de 2013, la banda anunció que se iba reunir para encabezar el cartel en el 25 aniversario del Wacken Festival en 2014. [3] En los próximos meses, además de esta participación, Emperor fue cabeza de cartel en las ediciones de 2014 del Bloodstock Open Air y del Hellfest.
El 4 de agosto de 2017, la banda tocó en el festival de Wacken Open Air, Wacken, Alemania.
A finales del año 2018 la banda anunció su presentación en el México Metal Fest de Monterrey, México en 2019. 

## Miembros del grupo
| Nombre                | Alias             | Actividad                               | Instrumento                   |
| --------------------- | ----------------- | --------------------------------------- | ----------------------------- |
| Vegard Sverre Tveitan | Ihsahn            | 1991–2001, 2005-2007, 2014 - actualidad | Voz, guitarra, bajo y teclado |
| Tomas Haugen          | Samoth            | 1991–2001, 2005-2007, 2014 - actualidad | Guitarra y batería            |
| Kai Johnny Mosaker    | Trym Torson       | 1996–2001, 2005-2007 - 2016 actualidad  | Batería                       |
| Miembros anteriores   |                   |                                         |                               |
| Håvard Ellefsen       | Mortiis           | 1991–1992                               | Bajo                          |
| Terje Schei           | Tchort            | 1993–1994                               | Bajo                          |
| Jonas Alver           | Alver             | 1995–1998                               | Bajo                          |
| Músicos de sesión     |                   |                                         |                               |
| Vidar Vaaer           | Ildjarn           | 1993                                    | Bajo                          |
| Jan Axel Blomberg     | Hellhammer        | 1994                                    | Batería                       |
| Steinar Sverd Johnsen | Sverd             | 1994-1995                               | Teclado                       |
| Per Husebø            | Dirge Rep         | 1996                                    | Batería                       |
| Bard G Eithun         | Faust             | 1992–1994, 2014                         | Batería                       |
| Joachim Rygg          | Charmand Grimloch | 1996–1999                               | Teclado                       |
| Jan Erik Tiwaz        | Tyr               | 1998–1999                               | Bajo                          |
| Odd Tony              | Secthdaemon       | 2005–2007                               | Bajo                          |
| Einar Solberg         |                   | 2005-2007                               | Teclado                       |

## Discografía

### Álbumes de estudio
- 1992: Wrath of the Tyrant (Demo)
- 1994: In the Nightside Eclipse
- 1997: Anthems to the Welkin at Dusk
- 1999: IX Equilibrium
- 2001: Prometheus: The Discipline of Fire & Demise

### EP
- 1993: EP Emperor
- 1993: EP Emperor / Hordanes Land (con Enslaved)
- 1994: EP As the Shadows Rise
- 1996: EP Reverence

### Álbumes en Directo, Recopilatorio & Split
- 1999: Thorns vs. Emperor (con Thorns)
- 2000: Emperial Live Ceremony (Londres)
- 2003: Scattered Ashes - A Decade of Emperial Wrath (Recopilatorio)
- 2009: Live Inferno (Oslo)

## Bandas relacionadas
- Peccatum: Proyecto de Ihsahn con influencia de black metal y metal gótico.
- Zyklon: Proyecto de Samoth, Trym y Faust en las letras, blackened death metal.
- Mortiis, Vond: Proyectos de Mortiis, ambient.
- Thou Shalt Suffer: Banda origen en la que tocaron Ihsahn y Samoth juntos, death metal.
- Zyklon-B: Banda en la que también participaron Ihsahn y Samoth, black metal.
- Thorns: Banda originaria de Faust.
- Arcturus: Participa poco tiempo Samoth e Ihsahn como músico de sesión.
- Enslaved: Banda originaria de Trym.
- Wongraven: Participa Ihsahn en este proyecto de Satyr de folk y música medieval.
- Ihsahn: Proyecto solista del líder de Emperor.
- SCUM: Black metal con toda la actitud del punk, Samoth y Faust.
- Aborym: Industrial black donde ha sido reclutado Faust al salir de prisión.
- Abigail Williams: Banda de black metal sinfónico/metalcore donde Trym es batería de sesión en su álbum debut
- Blood Red Throne: Banda de death metal donde tocó Tchort hasta el 2010.
- Hardingrock: Proyecto de folk rock donde toca Ihsahn.
- Leprous: Banda de metal progresivo originaria de Einar Solberg, teclista en los últimos conciertos de Emperor, también en uno de sus discos canta Ihsahn como invitado.